# Verecundinius Senilis

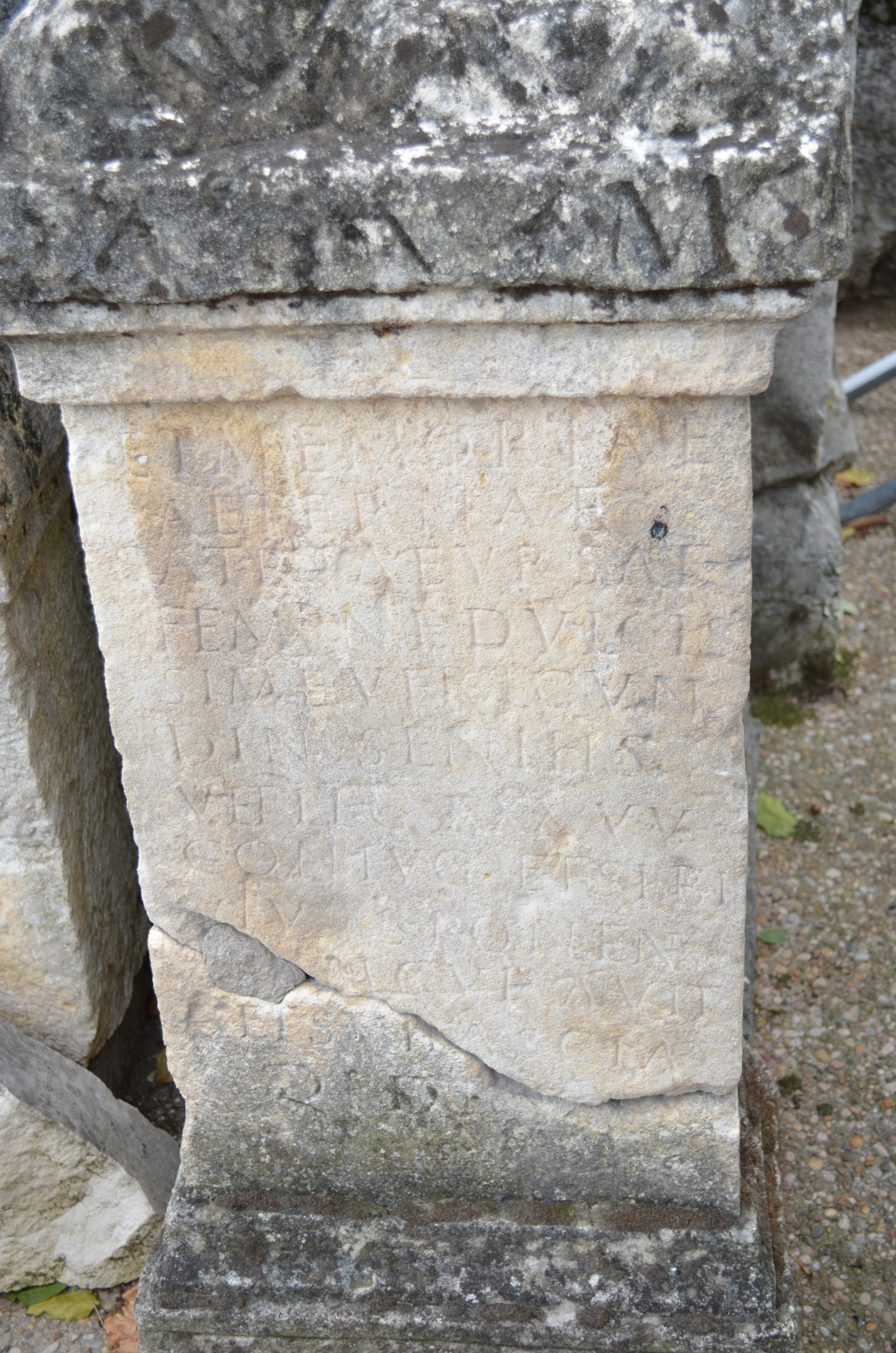
Die Inschrift

Verecundinius Senilis war ein im 2. oder 3. Jahrhundert n. Chr. lebender Angehöriger der römischen Armee.
Durch eine Inschrift, die in Lugudunum gefunden wurde, ist belegt, dass Senilis Veteran der Legio XXX Ulpia Victrix war. Er ließ den Grabstein für seine Frau Satria Ursa und sich selbst (zu seinen Lebzeiten) aufstellen und unter der Ascia weihen.
Die Inschrift wird in der Epigraphik-Datenbank Clauss-Slaby in die erste Hälfte des 3. Jahrhunderts datiert, bei Marcus Reuter auf nach 197.